# Prix de la Forêt
Groupe 1
Le Prix de la Forêt est une course hippique de plat se déroulant le premier week-end du mois d'octobre, le jour du Prix de l'Arc de Triomphe, sur l'hippodrome de Longchamp.
C'est une course de Groupe I réservée aux chevaux de 3 ans et plus. La première édition s'est déroulée en 1858 sur l'hippodrome de Chantilly. Elle a ensuite été transférée à Longchamp en 1907. Jusqu'en 1995, les chevaux de 2 ans étaient autorisés à prendre le départ.
Le Prix de la Forêt se court sur la distance de 1 400 mètres, sur la nouvelle piste de Longchamp, et son allocation s'élève à 350 000 €.
Il se déroule le même week-end que le Prix de l'Arc de Triomphe, le Prix du Cadran, le Prix de l'Abbaye de Longchamp, le Prix Marcel Boussac, le Prix Jean-Luc Lagardère et le Prix de l'Opéra.

## Palmarès depuis 1987
| Année | Vainqueur         | S/A | Pays        | Père               | Jockey                | Entraîneur            | Propriétaire               | Deuxième          | Troisième         | Temps   |
| ----- | ----------------- | --- | ----------- | ------------------ | --------------------- | --------------------- | -------------------------- | ----------------- | ----------------- | ------- |
| 2024  | Ramatuelle        | F.3 | France      | Justify            | Aurélien Lemaître     | Christopher Head      | Infinity Nine Horses       | Kinross           | Beauvatier        | 1'20"02 |
| 2023  | Kelina            | F.3 | France      | Frankel            | Maxime Guyon          | Carlos Laffon-Parias  | Wertheimer & Frère         | Kinross           | Shouldvebeenaring | 1'17"17 |
| 2022  | Kinross           | H.5 | Royaume-Uni | Kingman            | Lanfranco Dettori     | Ralph Beckett         | Marc Chan                  | New Energy        | Al Suhail         | 1'24"40 |
| 2021  | Space Blues       | M.5 | Royaume-Uni | Dubawi             | William Buick         | Charlie Appleby       | Écurie Godolphin           | Pearls Galore     | Entscheiden       | 1'22"97 |
| 2020  | One Master        | F.6 | Royaume-Uni | Fastnet Rock       | Pierre-Charles Boudot | William Haggas        | Lael Stable                | Earthlight        | Safe Voyage       | 1'24"75 |
| 2019  | One Master        | F.5 | Royaume-Uni | Fastnet Rock       | Pierre-Charles Boudot | William Haggas        | Lael Stable                | City Light        | Speak In Colours  | 1'23"66 |
| 2018  | One Master        | F.4 | Royaume-Uni | Fastnet Rock       | Pierre-Charles Boudot | William Haggas        | Lael Stable                | Inns of Court     | Dutch Connection  | 1'20"29 |
| 2017  | Aclaim            | M.4 | Royaume-Uni | Acclamation        | Oisin Murphy          | Martyn Meade          | Canning Downs & Partners   | So Beloved        | Karar             | 1'25"75 |
| 2016  | Limato            | H.4 | Royaume-Uni | Tagula             | Harry Bentley         | Henry Candy           | Paul-G. Jacobs             | Karar             | Suedois           | 1'21"83 |
| 2015  | Make Believe      | M.3 | France      | Makfi              | Olivier Peslier       | André Fabre           | Prince A.Faisal            | Limato            | Toormore          | 1'17"05 |
| 2014  | Olympic Glory     | M.4 | Royaume-Uni | Choisir            | Lanfranco Dettori     | Richard Hannon        | Al Shaqab Racing           | Gordon Lord Byron | Noozhoh Canarias  | 1'17"73 |
| 2013  | Moonlight Cloud   | F.5 | France      | Invincible Spirit  | Thierry Jarnet        | Freddy Head           | George Strawbridge         | Gordon Lord Byron | Garswood          | 1'21"08 |
| 2012  | Gordon Lord Byron | H.4 | Royaume-Uni | Byron              | William Buick         | Tom Hogan             | Morgan.J Cahalan           | Penitent          | Kendam            | 1'25"17 |
| 2011  | Dream Ahead       | M.3 | Royaume-Uni | Diktat             | William Buick         | D.-M.Simcock          | K.Dasmal                   | Goldikova         | Surfrider         | 1'18"10 |
| 2010  | Goldikova         | F.5 | France      | Anabaa             | Olivier Peslier       | Freddy Head           | Wertheimer & Frère         | Paco Boy          | Dick Turpin       | 1'22"10 |
| 2009  | Varenar           | M.3 | France      | Rock of Gibraltar  | Stéphane Pasquier     | Alain de Royer-Dupré  | S.A. Aga Khan              | Sweet Hearth      | Goldikova         | 1'19"20 |
| 2008  | Paco Boy          | M.3 | Royaume-Uni | Desert Style       | Christophe Soumillon  | Richard M.Hannon      | The Calvera Partnership    | Natagora          | US Ranger         | 1'19"80 |
| 2007  | Toylsome          | M.8 | Allemagne   | Cadeaux Genereux   | Stéphane Pasquier     | Jens Hirschberger     | Baron Georg von Ullmann    | Welsh Emperor     | Marchand d'Or     | 1'22"50 |
| 2006  | Caradak           | M.5 | Royaume-Uni | Desert Style       | Lanfranco Dettori     | Saeed bin Suroor      | Écurie Godolphin           | Welsh Emperor     | Linngari          | 1'20"90 |
| 2005  | Court Masterpiece | M.5 | Royaume-Uni | Polish Precedent   | Gérald Mossé          | Ed Dunlop             | Maktoum Al Maktoum         | Caradak           | Mirabilis         | 1'22"20 |
| 2004  | Somnus            | H.4 | Royaume-Uni | Pivotal            | Michael Kinane        | Tim Easterby          | Legard Sidebottom & Sykes  | Denebola          | Le Vie Dei Colori | 1'22"30 |
| 2003  | Étoile Montante   | F.3 | France      | Miswaki            | Olivier Peslier       | Christiane Head       | Khalid Abdullah            | Royal Millennium  | Saratan           | 1'22"60 |
| 2002  | Dedication        | F.3 | France      | Highest Honor      | Olivier Doleuze       | Christiane Head       | Mme Alec Head              | Medecis           | Cayoke            | 1'18"70 |
| 2001  | Mount Abu         | M.4 | Royaume-Uni | Foxhound           | Jimmy Fortune         | John Gosden           | Gary Seidler & Andy Smith  | China Visit       | Warningford       | 1'22"90 |
| 2000  | Indian Lodge      | M.4 | Royaume-Uni | Grand Lodge        | Pat Eddery            | Amanda Perrett        | S. Cohn & Sir Eric Parker  | Dansili           | Sugarfoot         | 1'22"30 |
| 1999  | Field of Hope     | F.4 | France      | Selkirk            | Sylvain Guillot       | Pascal Bary           | Grundy Bloodstock Ltd      | Keos              | Trans Island      | 1'20"80 |
| 1998  | Tomba             | M.4 | Royaume-Uni | Efisio             | Kieren Fallon         | Brian Meehan          | John Good                  | Chargé d'Affaires | Keos              | 1'27"10 |
| 1997  | Occupandiste      | F.4 | France      | Kaldoun            | Olivier Doleuze       | Christiane Head       | Wertheimer & Frère         | Gothenberg        | Tomba             | 1'21"40 |
| 1996  | A Magicman        | M.4 | Allemagne   | The Wonder         | Andreas Suborics      | Hartmut Steguweit     | Stall Dagobert             | Miesque's Son     | Shaanxi           | 1'22"80 |
| 1995  | Poplar Bluff      | M.3 | France      | Dowsing            | Olivier Peslier       | André Fabre           | Daniel Wildenstein         | Bin Ajwaad        | Inzar             | 1'18"40 |
| 1994  | Bigstone          | M.4 | France      | Last Tycoon        | Olivier Peslier       | Elie Lellouche        | Daniel Wildenstein         | Missed Flight     | Neverneyev        | 1'21"20 |
| 1993  | Dolphin Street    | M.3 | France      | Bluebird           | Cash Asmussen         | John Hammond          | Stávros Niárchos           | Ski Paradise      | Tinners Way       | 1'26"90 |
| 1992  | Wolfhound         | M.3 | Royaume-Uni | Nureyev            | Pat Eddery            | John Gosden           | Cheikh Mohammed            | Silicon Bavaria   | Kenbu             | 1'24"80 |
| 1991  | Danseuse du Soir  | F.3 | France      | Thatching          | Dominique Bœuf        | Elie Lellouche        | Daniel Wildenstein         | Itsabrahma        | Osario            | 1'22"80 |
| 1990  | Septième Ciel     | M.3 | France      | Seattle Slew       | Freddy Head           | Christiane Head       | John T. L. Jones, Jr.      | Norwich           | Philippi          | 1'19"40 |
| 1989  | Gabina            | F.4 | France      | Caro               | Eric Legrix           | Jacques-C. Cunnington | Jorgen-Dieter Schiefelbein | Royal Touch       | Aliocha           | 1'21"00 |
| 1988  | Salse             | M.3 | Royaume-Uni | Topsider           | Willie Carson         | Henry Cecil           | Cheikh Mohammed            | Gabina            | Big Shuffle       | 1'24"00 |
| 1987  | Soviet Star       | M.3 | France      | Nureyev            | Greville Starkey      | André Fabre           | Cheikh Mohammed            | Highest Honor     | Turkish Ruler     | 1'25"80 |
| 1986  | Sarab             | M.5 | Royaume-Uni | Prince Tenderfoot  | Richard Quinn         | Paul Cole             | Fahd Salman                | Risk Me           | Whakilyric        | 1'23"30 |
| 1985  | Brocade           | F.4 | Royaume-Uni | Habitat            | Pat Eddery            | Guy Harwood           | Gerald Leigh               | Nikos             | Breath Taking     | 1'21"60 |
| 1984  | Procida           | M.3 | France      | Mr. Prospector     | Alain Lequeux         | François Boutin       | Stavros Niarchos           | Nikos             | Rousillon         | 1'27"70 |
| 1983  | Ma Biche          | F.3 | France      | Key To The Kingdom | Freddy Head           | Christiane Head       | Maktoum Al Maktoum         | Pampabird         | Aragon            | 1'22"60 |
| 1982  | Pas de Seul       | M.3 | France      | Mill Reef          | Christy Roche         | David O'Brien         | Robert Sangster            | The Wonder        | Tres Gate         | 1'27"70 |
| 1981  | Moorestyle        | M.4 | Royaume-Uni | Manacle            | Lester Piggott        | Robert Armstrong      | Moores Furnishings Ltd     | Lou Piguet        | Diamond Prospect  | 1'30"40 |
| 1980  | Moorestyle        | M.3 | Royaume-Uni | Manacle            | Lester Piggott        | Robert Armstrong      | Moores Furnishings Ltd     | Crofter           | Kilijaro          | 1'25"80 |
| 1979  | Producer          | F.3 | France      | Nashua             | Alain Lequeux         | Maurice Zilber        | Roy Gottlieb               | Kilijaro          |                   | 1'24"30 |
| 1978  | Sanedtki          | F.4 | France      | Sallust            | Alain Lequeux         | Olivier Douieb        | Serge Fradkoff             | Green Girl        | Faraway Times     | 1'22"50 |
| 1977  | Sanedtki          | F.3 | France      | Sallust            | Alain Lequeux         | Olivier Douieb        | B. Zimmerman               | Pharly            | Faraway Times     | 1'25"40 |
| 1976  | Pharly            | M.2 | France      | Lyphard            | Maurice Philipperon   | John Cunnington Jr.   | Antonio Blasco             | Lady Mere         | Manado            | 1'26"00 |
| 1975  | Roan Star         | M.2 | France      | Al Hattab          | Willie Carson         | Roger Poincelet       | Mrs H. Lazar               | Dandy Lute        | Riot In Paris     | 1'24"10 |
| 1974  | Northern Taste    | M.3 | France      | Northern Dancer    | Jean-Claude Desaint   | John Cunnington Sr.   | Zenya Yoshida              | El Rastro         | Speedy Dakota     | 1'29"00 |
| 1973  | African Sky       | M.3 | France      | Sing Sing          | Yves Saint-Martin     | Albert Klimscha       | Daniel Wildenstein         | Bayraan           | Princess Arjumand | 1'23"60 |
| 1972  | Lyphard           | M.3 | France      | Northern Dancer    | Freddy Head           | Alec Head             | Germaine Wertheimer        | Martinmas         | Libelinha         | 1'23"70 |
| 1971  | Faraway Son       | M.4 | France      | Ambiopoise         | Yves Saint-Martin     | Maurice Zilber        | Daniel Wildenstein         | Bold Minstrel     | Calahorra         | 1'21"70 |
| 1970  | Stratege          | M.2 | France      | Sanctus            | Maurice Philipperon   | Richard Carver Jr.    | Jean Ternynck              | Bold Fascinator   | Tarbes            | 1'23"00 |